# Полиэтилен
См. также другие значения аббревиатуры ПНД.
Полиэтиле́н — термопластичный полимер этилена, относится к классу полиолефинов. Является органическим соединением и имеет длинные молекулы …—CH2—CH2—CH2—CH2—…, где «—» обозначает ковалентные связи между атомами углерода.
Представляет собой массу белого цвета (тонкие листы прозрачны и бесцветны). Химически стоек, диэлектрик, не чувствителен к удару (амортизатор), при нагревании размягчается (80—120 °С), адгезия (прилипание) — чрезвычайно низкая. Часто неверно называется целлофаном.

## История
Изобретателем полиэтилена считается немецкий инженер Ганс фон Пехманн, который впервые случайно получил этот полимер благодаря инженерам Эрику Фосету и Реджинальду Гибсону. Сначала полиэтилен использовался в производстве телефонного кабеля и лишь в 1950-е годы стал использоваться в пищевой промышленности как упаковка.
По другой версии, более принятой в научных кругах, развитие полиэтилена можно рассматривать с работ сотрудников компании Imperial Chemical Industries по созданию промышленной технологии производства, проводившихся начиная с 1920-х годов. Активная фаза создания начата после монтажа установки для синтеза, с которой в 1931 году работали Фосет и Гибсон. Ими был получен низкомолекулярный парафинообразный продукт, имеющий мономерное звено, аналогичное полиэтилену. Работы Фоссета и Гибсона продолжались вплоть до марта 1933 года, когда было принято решение модернизировать аппарат высокого давления для получения более качественного результата и большей безопасности. После модернизации эксперименты были продолжены совместно с М. В. Перрином и Дж. Г. Паттоном и в 1936 году завершились получением патента на полиэтилен низкой плотности (полиэтилен высокого давления - ПВД). Коммерческое производство ПВД (полиэтилена низкой плотности) было начато в 1938 году.
История полиэтилена высокой плотности (полиэтилена низкого давления - ПНД) развивалась с 1920-х годов, когда Карл Циглер начал работы по созданию катализаторов для ионно-координационной полимеризации. В 1954 году технология была в целом освоена, и был получен патент. Позже было начато промышленное производство ПНД.

## Названия
Различные виды полиэтилена принято классифицировать по плотности. Несмотря на это, имеется множество ходовых названий гомополимеров и сополимеров, часть из которых приведена ниже.
- Полиэтилен низкой плотности (высокого давления) — ПЭНП[6], ПВД, LDPE (Low Density Polyethylene).
- Полиэтилен высокой плотности (низкого давления) — ПЭВП[6], ПНД, HDPE (High Density Polyethylene).
- Полиэтилен среднего давления (высокой плотности) — ПСД[6].
- Линейный полиэтилен средней плотности — ПЭСП[6], MDPE или PEMD[1].
- Линейный полиэтилен низкой плотности — ЛПЭНП[6], LLDPE или PELLD[1].
- Полиэтилен очень низкой плотности — VLDPE
- Полиэтилен сверхнизкой плотности — ULDPE
- Металлоценовый линейный полиэтилен низкой плотности — MPE
- Сшитый полиэтилен — PEX или XLPE, XPE
- Высокомолекулярный полиэтилен — ВМПЭ, HMWPE, PEHMW или VHMWPE[1]
- Сверхвысокомолекулярный полиэтилен — UHMWPE
- Полиэтилен повышенной термостойкости (сополимер с октеном[7]) - PE-RT (тип I и тип II)

В данном разделе не рассматриваются названия разных сополимеров, иономеров и хлорированного полиэтилена.

## Молекулярное строение
Макромолекулы полиэтилена высокого давления (n ≈ 1000) содержат боковые углеводородные цепи C1—С4, молекулы полиэтилена низкого давления практически неразветвлённые, в нём больше доля кристаллической фазы, поэтому этот материал более плотный; молекулы полиэтилена среднего давления занимают промежуточное положение. Большим количеством боковых ответвлений объясняется более низкое содержание кристаллической фазы и соответственно более низкая плотность ПВД по сравнению с ПНД и ПСД.
| Показатель                                              | ПВД      | ПСД       | ПНД       |
| ------------------------------------------------------- | -------- | --------- | --------- |
| Общее число групп СН3 на 1000 атомов углерода:          | 21,6     | 5         | 1,5       |
| Число концевых групп СН3 на 1000 атомов углерода:       | 4,5      | 2         | 1,5       |
| Этильные ответвления                                    | 14,4     | 1         | 1         |
| Общее количество двойных связей на 1000 атомов углерода | 0,4—0,6  | 0,4—0,7   | 1,1—1,5   |
| в том числе:                                            |          |           |           |
| * винильных двойных связей (R-CH=CH2), %                | 17       | 43        | 87        |
| * винилиденовых двойных связей , %                      | 71       | 32        | 7         |
| * транс-виниленовых двойных связей (R-CH=CH-R'), %      | 12       | 25        | 6         |
| Степень кристалличности, %                              | 50—65    | 75—85     | 80—90     |
| Плотность, г/см³                                        | 0,9—0,93 | 0,93—0,94 | 0,94—0,96 |

### Полиэтилен низкого давления
| Параметр                                    | Значение  |
| ------------------------------------------- | --------- |
| Плотность, г/см³                            | 0,94—0,96 |
| Разрушающее напряжение, кгс/см²             |           |
| * при растяжении                            | 100—170   |
| * при статическом изгибе                    | 120—170   |
| * при срезе                                 | 140—170   |
| Относительное удлинение при разрыве, %      | 500—600   |
| Модуль упругости при изгибе, кгс/см²        | 1200—2600 |
| Предел текучести при растяжении, кгс/см²    | 90—160    |
| Относительное удлинение в начале течения, % | 15—20     |
| Твёрдость по Бринеллю, кгс/мм²              | 1,4—2,5   |

С увеличением скорости растяжения образца разрушающее напряжение при растяжении и относительное удлинение при разрыве уменьшаются, а предел текучести при растяжении возрастает.
С повышением температуры разрушающее напряжение полиэтилена при растяжении, сжатии, изгибе и срезе понижается. а относительное удлинение при разрыве возрастает до определённого предела, после которого также начинает снижаться
| Разрушающее напряжение, кгс/см² | Температура, °С | Температура, °С | Температура, °С | Температура, °С |
| ------------------------------- | --------------- | --------------- | --------------- | --------------- |
| Разрушающее напряжение, кгс/см² | 20              | 40              | 60              | 80              |
| при сжатии                      | 126             | 77              | 40              | —               |
| при статическом изгибе          | 118             | 88              | 60              | —               |
| при срезе                       | 169             | 131             | 92              | 53              |

| Температура, °С                      | −120  | −100  | −80   | −60   | −40   | −20  | 0    | 20   | 50  |
| ------------------------------------ | ----- | ----- | ----- | ----- | ----- | ---- | ---- | ---- | --- |
| Модуль упругости при изгибе, кгс/см² | 28100 | 26700 | 23200 | 19200 | 13600 | 7400 | 3050 | 2200 | 970 |

Свойства изделий из полиэтилена существенно зависят от режимов их изготовления (скорости и равномерности охлаждения) и условий эксплуатации (температуры, давления, продолжительности. воздействия нагрузки и т. п.).

### Сверхвысокомолекулярный полиэтилен высокой плотности
Относительно новой и перспективной разновидностью полиэтилена является сверхвысокомолекулярный полиэтилен высокой плотности (СВМПЭ, англ. UHMW PE), изделия из которого обладают рядом замечательных свойств: высокой прочностью и ударной вязкостью в большом диапазоне температур (от −200°С до + 100°С), низким коэффициентом трения, большими химо- и износостойкостью и применяются в военном деле (для изготовления бронежилетов, шлемов), машиностроении, химической промышленности и др.

## Химические свойства
Горит голубоватым пламенем, со слабым светом, при этом издаёт запах парафина, то есть такой же, какой исходит от горящей свечи.
Устойчив к действию воды, не реагирует со щелочами любой концентрации, с растворами нейтральных, кислых и основных солей, органическими и неорганическими кислотами, даже с концентрированной серной кислотой, но разрушается при действии 50%-й азотной кислоты при комнатной температуре и под воздействием жидкого и газообразного хлора и фтора. При реакции полиэтилена с галогенами образуется множество полезных для химической промышленности продуктов, поэтому эта реакция может быть использована для переработки отходов полиэтилена. В отличие от непредельных углеводородов, не обесцвечивает бромную воду и раствор перманганата калия.
При комнатной температуре нерастворим и не набухает ни в одном из известных растворителей. При повышенной температуре (80 °C) растворим в циклогексане и четырёххлористом углероде. Под высоким давлением может быть растворён в перегретой до 180 °C воде.
Со временем подвергается деструкции с образованием поперечных межцепных связей, что приводит к повышению хрупкости на фоне небольшого увеличения прочности. Нестабилизированный полиэтилен на воздухе подвергается термоокислительной деструкции (термостарению). Термостарение полиэтилена проходит по радикальному механизму, сопровождается выделением альдегидов, кетонов, перекиси водорода и др.

## Получение
На обработку поступает в виде гранул от 2 до 5 мм. Различают полиэтилен высокого, среднего и низкого давления, они отличаются структурой макромолекул и свойствами. Полиэтилен получают полимеризацией этилена:

### ПВД
Полиэтилен высокого давления (ПВД) образуется при следующих условиях:
- температура 200—260 °C;
- давление 150—300 МПа;
- присутствие инициатора (кислород или органический пероксид);

Продукт получают в автоклавном или трубчатом реакторах. Реакция идёт по радикальному механизму. Получаемый по этому методу полиэтилен имеет средневесовой молекулярный вес 80 000—500 000 и степень кристалличности 50—60 %. Жидкий продукт впоследствии гранулируют. Реакция идёт в расплаве.

### ПСД
Полиэтилен среднего давления (ПСД) образуется при следующих условиях:
- температура 100—120 °C;
- давление 3—4 МПа;
- присутствие катализатора (катализаторы Циглера — Натта, например, смесь TiCl4 и AlR3);

Продукт выпадает из раствора в виде хлопьев. Получаемый по этому методу полиэтилен имеет средневесовой молекулярный вес 300 000—400 000, степень кристалличности 80—90 %.

### ПНД
Полиэтилен низкого давления (ПНД) образуется при следующих условиях:
- температура 120—150 °C;
- давление ниже 0,1—2 МПа;
- присутствие катализатора (катализаторы Циглера — Натта, например, смесь TiCl4 и AlR3);

Полимеризация идёт в суспензии по ионно-координационному механизму. Получаемый по этому методу полиэтилен имеет средневесовой молекулярный вес 80 000—300 000, степень кристалличности 75—85 %.
Следует иметь в виду, что названия «полиэтилен низкого давления», «среднего давления», «высокой плотности» и т. д. имеют чисто риторическое значение. Так, полиэтилен, получаемый по второму и третьему методам, имеет одинаковую плотность и молекулярный вес. Давление в процессе полимеризации при так называемых низком и среднем давлениях в ряде случаев одно и то же.

### Другие способы получения
Существуют и другие способы полимеризации этилена, например под влиянием радиоактивного излучения, однако они не получили промышленного распространения.

### Модификации
Ассортимент полимеров этилена может быть значительно расширен получением сополимеров его с другими мономерами, а также путём получения композиций при компаундировании полиэтилена одного типа с полиэтиленом другого типа, полипропиленом, полиизобутиленом, каучуками и т. п.
На основе полиэтилена и других полиолефинов могут быть получены многочисленные модификации — привитые сополимеры с активными группами, улучшающими адгезию полиолефинов к металлам, окрашиваемость, снижающими его горючесть и т. д.
Особняком стоят модификации так называемого «сшитого» полиэтилена ПЭ-С (PE-X). Суть сшивки состоит в том, что молекулы в цепочке соединяются не только последовательно, но и образуются боковые связи которые соединяют цепочки между собой, за счёт этого достаточно сильно изменяются физические и в меньшей степени химические свойства изделий.
Различают 4 вида сшитого полиэтилена (по способу производства): пероксидный, силановый, радиационный и азотный. Наибольшее распространение получил РЕх-b, как наиболее быстрый и дешёвый в производстве.
Радиационная обработка полиэтилена определёнными дозами приводит к появлению эффекта памяти формы и усиливает прочность.

## Применение
- Полиэтиленовая плёнка (особенно упаковочная, например, пузырчатая упаковка или скотч).
- Тара (бутылки, ящики, канистры, садовые лейки, горшки для рассады).
- Полимерные трубы для канализации, дренажа, водо-, газоснабжения.
- Электроизоляционный материал.
- Полиэтиленовый порошок используется как термоклей[12].
- Броня (бронепанели в бронежилетах)[13].
- Корпуса для лодок[14], вездеходов, деталей технической аппаратуры, диэлектрических антенн, предметов домашнего обихода и др.
- Вспененный полиэтилен (пенополиэтилен) используется, как теплоизолятор.
- Полиэтилен низкого давления (ПНД) применяется при строительстве полигонов переработки отходов, накопителей жидких и твёрдых веществ, способных загрязнять почву и грунтовые воды.[15]
- Полиэтилен используется для радиационной защиты от нейтронного излучения[16][17][18], для усиления эффективности в него могут быть добавлены примеси, к примеру бор[19].

Малотоннажная марка полиэтилена — так называемый «сверхвысокомолекулярный полиэтилен», отличающийся отсутствием каких-либо низкомолекулярных добавок, высокой линейностью и молекулярной массой, используется в медицинских целях в качестве замены хрящевой ткани суставов. Несмотря на то, что он выгодно отличается от ПНД и ПВД своими физическими свойствами, применяется редко из-за трудности его переработки, так как обладает низким ПТР и перерабатывается только прессованием.
Для борьбы с загрязнением окружающей среды полиэтиленовыми пакетами применяются различные меры, и около 40 стран ввели запрет или ограничение на продажу и(или) производство пластиковых пакетов.

## Утилизация

### Переработка
Изделия из полиэтилена пригодны для переработки и последующего использования. Полиэтилен (кроме сверхвысокомолекулярного) перерабатывается всеми известными для пластмасс методами, такими как экструзия, экструзия с раздувом, литьё под давлением, пневматическое формование.
Экструзия полиэтилена возможна на оборудовании с установленным «универсальным» червяком.

### Сжигание
При нагревании полиэтилена на воздухе возможно выделение в атмосферу летучих продуктов термоокислительной деструкции. При термической деструкции полиэтилена в присутствии воздуха или кислорода образуется больше низкокипящих соединений, чем при термической деструкции в вакууме или в атмосфере инертного газа. Исследование структурных изменений полиэтилена во время деструкции на воздухе, в атмосфере кислорода или в смеси, состоящей из O2 и О3, при 150—210 °С показало, что образуются гидроксильные, перекисные, карбонильные и эфирные группы. При нагревании полиэтилена при 430 °С происходит очень глубокий распад на парафины (65—67 %) и олефины (16—19 %). Кроме того, в продуктах разложения обнаруживаются: окись углерода (до 12 %), водород (до 10 %), углекислый газ (до 1,6 %). Из олефинов основную массу составляет обычно этилен. Наличие окиси углерода свидетельствует о присутствии кислорода в полиэтилене, то есть о наличии карбонильных групп.

## Биоразложение
Плесневые грибки Penicillium simplicissimum способны за три месяца частично утилизировать полиэтилен, предварительно обработанный азотной кислотой. Относительно быстро разлагают полиэтилен бактерии Nocardia asteroides. Некоторые бактерии, обитающие в кишечнике южной амбарной огнёвки (Plodia interpunctella), способны разложить 100 мг полиэтилена за восемь недель. Гусеницы пчелиной огнёвки (Galleria mellonella) могут утилизировать полиэтилен еще быстрее.
Разложение полиэтилена происходит за счёт кислородного окисления связей между атомами углерода. При этом образуются сначала спиртовые, затем карбонильные и карбоксильные группы. Полученные в результате жирные кислоты вступают в β-окисление и расщепляются до ацетил-КоА.

### Ферменты, осуществляющие биодеградацию
Способность окислять полиэтилен была показана для алкан-монооксигеназ, лакказ и марганцевых пероксидаз.
Алкан-монооксигеназы (AlkB) - ферменты, осуществляющие биодеградацию алканов. Имеются у микроорганизмов, способных использовать нефтепродукты в качестве источника энергии и углерода. Осуществляют следующую реакцию:
Алкан + О2 + 2Н++ 2е  →  алкан-1-ол + Н2О
Лакказы - ферменты, участвующие в биодеградации лигнина. Окисляют фенольные соединения с образованием активных фенольных радикалов. Фенольные радикалы затем могут окислять другие соединения, выступая в роли посредников. Благодаря наличию посредников лакказы обладают низкой специфичностью и могут окислять разнообразные соединения, включая полиэтилен и, возможно, другие виды пластика.
Марганцевые пероксидазы также участвуют в биодеградации лигнина. Они окисляют Mn+2 до Mn+3 . Катионы Mn3+ в водном растворе не устойчивы, поэтому образуются хелатные комплексы катионов марганца и карбоновых кислот, таких как оксалат, малонат, малат и лактат. Эти комплексы могут окислять разнообразные соединения, которые после этого сами становятся сильными окислителями. Благодаря своей особенности марганцевые пероксидазы обладают очень низкой специфичностью, что позволяет им также окислять полиэтилен.

## Примечание
1. 1 2 3 4  Описание и марки полимеров — Полиэтилен. Дата обращения: 21 апреля 2015. Архивировано 25 марта 2015 года.
2. ↑  Король упаковки: как появился целлофан. Дата обращения: 21 апреля 2015. Архивировано 19 апреля 2015 года.
3. ↑  История полиэтилена: неожиданное рождение пластикового пакета. Дата обращения: 25 декабря 2009. Архивировано 3 июля 2009 года.
4. 1 2  Дж. Уайт, Д. Чой.// Полиэтилен, полипропилен и другие полиолефины. — СПб.: Профессия, 2007.
5. ↑  Vasile C., Pascu M. Practical Guide to Polyethylene. — Shawbury: Smithers Rapra Press, 2008.
6. 1 2 3 4 5  Кулезнев В. Н. (ред.), Гусев В. К. (ред.)// Основы технологии переработки пластмасс. — М.: Химия, 2004.
7. ↑  Архивированная копия. Дата обращения: 8 июля 2021. Архивировано 9 июля 2021 года.
8. 1 2  Цветков Л. А. § 10. Понятие о высокомолекулярных соединениях // Органическая химия. Учебник для 10 класса. — 20-е изд. — М.: Просвещение, 1981. — С. 52—57. — 1 210 000 экз.
9. ↑  Шульпин Г. Эти разные полимеры // Наука и жизнь. — 1982. — № 3. — С. 80—83.
10. ↑  Кнуняц Л. И. Химическая энциклопедия. Том 4. / под ред. Зефирова Н. С.. — М.: Большая российская энциклопедия, 1995. — С. 639. — ISBN 5-85270-008-8.
11. ↑  Чешуев В. И., Гладух Е. В., Сайко И. В. и др. Технология лекарств промышленного производства / В 2 частях, часть 1 // Винница, Нова Книга, 2014. — 696 с., ил. ISBN 978-966-382-540-3. С. 114.
12. ↑  Сжать и провернуть: Сделано в России. Дата обращения: 26 декабря 2009. Архивировано 28 декабря 2009 года.
13. ↑  Доспехи XXI века. Дата обращения: 26 декабря 2009. Архивировано из оригинала 27 июня 2009 года.
14. ↑  Total Petrochemicals создала ротомолдинговую лодку из полиэтилена. Дата обращения: 26 декабря 2009. Архивировано 15 декабря 2013 года.
15. ↑  Геомембрана HDPE. Дата обращения: 3 июля 2010. Архивировано 31 октября 2010 года.
16. ↑  Новое в жизни, науке, технике // М.: Знание, 1970. С. 14.
17. ↑  Погосов А. Ю., Дубковский В. А. Ионизирующая радиация: радиоэкология, физика, технологии, защита // Одесса: Наука и техника, 2013. — 804 с., ил. ISBN 978-966-1552-27-1. С. 469, 563.
18. ↑  Ученые предложили защитить космонавтов от радиации шлемом из полиэтилена Архивная копия от 18 января 2021 на Wayback Machine // Статья 15.08.2019 г. «ТАСС-Наука».
19. ↑  Экранирующие блоки NEUTROSTOP Архивная копия от 21 января 2022 на Wayback Machine // Статья на сайте kopos.ru.
20. ↑  Русакова Е. Гусеницы приспособились к скоростному перевариванию полиэтилена. N+1 Интернет-издание (25 апреля 2017). Дата обращения: 25 апреля 2017. Архивировано 26 апреля 2017 года.
21. ↑  Bombelli P., Howe C. J., Bertocchini F. Polyethylene bio-degradation by caterpillars of the wax moth Galleria mellonella // Current Biology. — Vol. 27. — P. R283—R293. — doi:10.1016/j.cub.2017.02.060.
22. ↑  Victor Gambarini, Olga Pantos, Joanne M. Kingsbury, Louise Weaver, Kim M. Handley. Phylogenetic Distribution of Plastic-Degrading Microorganisms (англ.) // mSystems  / Angela D. Kent. — 2021-02-23. — Vol. 6, iss. 1. — P. e01112–20. — ISSN 2379-5077. — doi:10.1128/mSystems.01112-20. Архивировано 16 марта 2022 года.
23. ↑  Rachel Narehood Austin, John T. Groves. Alkane-oxidizing metalloenzymes in the carbon cycle (англ.) // Metallomics. — 2011. — Vol. 3, iss. 8. — P. 775. — ISSN 1756-591X 1756-5901, 1756-591X. — doi:10.1039/c1mt00048a. Архивировано 20 декабря 2021 года.
24. ↑  Stephen M. Jones, Edward I. Solomon. Electron transfer and reaction mechanism of laccases (англ.) // Cellular and Molecular Life Sciences. — 2015-03. — Vol. 72, iss. 5. — P. 869–883. — ISSN 1420-9071 1420-682X, 1420-9071. — doi:10.1007/s00018-014-1826-6.
25. ↑  Martin Hofrichter. Review: lignin conversion by manganese peroxidase (MnP) (англ.) // Enzyme and Microbial Technology. — 2002-04. — Vol. 30, iss. 4. — P. 454–466. — doi:10.1016/S0141-0229(01)00528-2. Архивировано 22 февраля 2022 года.